# Hamkaassoufflé
De hamkaassoufflé is een snack van een stuk kaas en ham met daaromheen bladerdeeg en paneermeel. De hamkaassoufflé wordt bereid in frituurvet waardoor de kaas smelt en de ham wordt verwarmd. De snack vertoont veel gelijkenis met de kaassoufflé, meestal heeft deze snack een donkerder kleur dan de vegetarische variant.
De frituursnack kan zowel op een broodje als afzonderlijk worden geserveerd.